# Чопра, Ханнес Шарипутра
Ханнес Шарипутра Чопра (англ. Hannes Shariputra Chopra; род. 1966, Бонн) — немецкий управленец.
В 1994 году окончил Фрайбургский университет имени Альберта и Людвига, где получил степень магистра по экономике.
В январе 1996 года поступил на работу в страховую компанию Allianz AG. Работал в департаменте зарубежных операций, курировал регионы Африки, Среднего Востока и Южной Азии, впоследствии был назначен на должность заместителя регионального директора по Центральной и Восточной Европе, Ближнему Востоку и Африке.
После приобретения в 2001 году группой Allianz первого пакета акций «РОСНО», возглавил первоначальный проект трансформации процессов и стандартов «РОСНО» в составе Allianz и вошел в совет директоров компании.
В июле 2004 года стал членом правления «РОСНО» в должности первого заместителя генерального директора.
В феврале 2007 года был назначен генеральным директором компании, привнеся на российский рынок инновационный подход к продуктам и услугам.
С 2006 по 2011 год являлся президентом компании Allianz Eurasia, которая объединяет бизнес концерна Allianz SE в России и странах СНГ.
С 2008 по 2012 годы являлся членом межправительственной комиссии во главе с бывшим Заместителем премьер-министра / Министром финансов Российской Федерации Алексеем Кудриным.
В конце 2012 года Ханнес Шарипутра Чопра начал свой собственный бизнес, был управляющим партнером в международной компании CKW-Consult, осуществляющей деятельность в области стратегического консультирования.
На посту генерального директора ООО СК «Сбербанк страхование» с 27 августа 2014 года.
В рейтинге высших руководителей — 2010 газеты «Коммерсантъ» занял VII место в номинации «Страхование».
С 2014 по 2016 гг. является Председателем YPO, международной организации молодых руководителей. В настоящее время — член наблюдательного совета AIESEC International.
Свободно владеет немецким, английским, испанским, пенджаби и хинди языками, а также имеет средние знания французского и свободно говорит по-русски. Увлекается литературой, драмой, современной европейской и классической индийской музыкой (записал 2 диска, доступных на ITunes), занимается спортом.